# Liste der Biografien/Teu
Liste der Biografien |
Portal Biografien |
Personensuche
# |
A |
B |
C |
D |
E |
F |
G |
H |
I |
J |
K |
L |
M |
N |
O |
P |
Q |
R |
S |
T |
U |
V |
W |
X |
Y |
Z |
?
 
Ta |
Tc |
Te |
Tf |
Tg |
Th |
Ti |
Tj |
Tk |
Tl |
Tm |
To |
Tq |
Tr |
Ts |
Tu |
Tv |
Tw |
Tx |
Ty |
Tz
 
Tea |
Teb |
Tec |
Ted |
Tee |
Tef |
Teg |
Teh |
Tei |
Tej |
Tek |
Tel |
Tem |
Ten |
Teo |
Tep |
Teq |
Ter |
Tes |
Tet |
Teu |
Tev |
Tew |
Tex |
Tey |
Tez
Die Liste der Biografien führt alle Personen auf, die in der deutschsprachigen Wikipedia einen Artikel haben. Dieses ist eine Teilliste mit 205 Einträgen von Personen, deren Namen mit den Buchstaben „Teu“ beginnt.

## Teu

### Teub
- Teubel, Frank (* 1958), deutscher Fußballspieler
- Teubel, Johannes (1924–1993), deutscher Chemiker und Hochschullehrer
- Teuber, Alfons (1903–1971), deutscher Schriftsteller, Schauspieler und Hörspielsprecher
- Teuber, Alois (* 1950), deutscher Boxfunktionär und Sportmediziner
- Teuber, Arthur (1875–1944), deutscher Drehbuchautor und Regisseur
- Teuber, Charlotte (1923–1998), österreichische Politologin
- Teuber, Dieter (1936–1974), deutscher Maler
- Teuber, Emmerich (1877–1943), österreichischer Pfadfinder
- Teuber, Gunnar (* 1967), deutscher Schauspieler
- Teuber, Hans-Lukas (1916–1977), deutscher Neuropsychologe
- Teuber, Heinrich (1872–1927), deutscher Politiker (SPD, USPD, KPD), MdR
- Teuber, Hermann, deutscher Fußballspieler
- Teuber, Hermann (1894–1985), deutscher Maler und Graphiker
- Teuber, Karl-Heinz (1907–1961), deutscher Zahnarzt in Konzentrationslagern und SS-Führer
- Teuber, Klaus (1952–2023), deutscher SpieleautorKlaus Teuber (1952–2023)

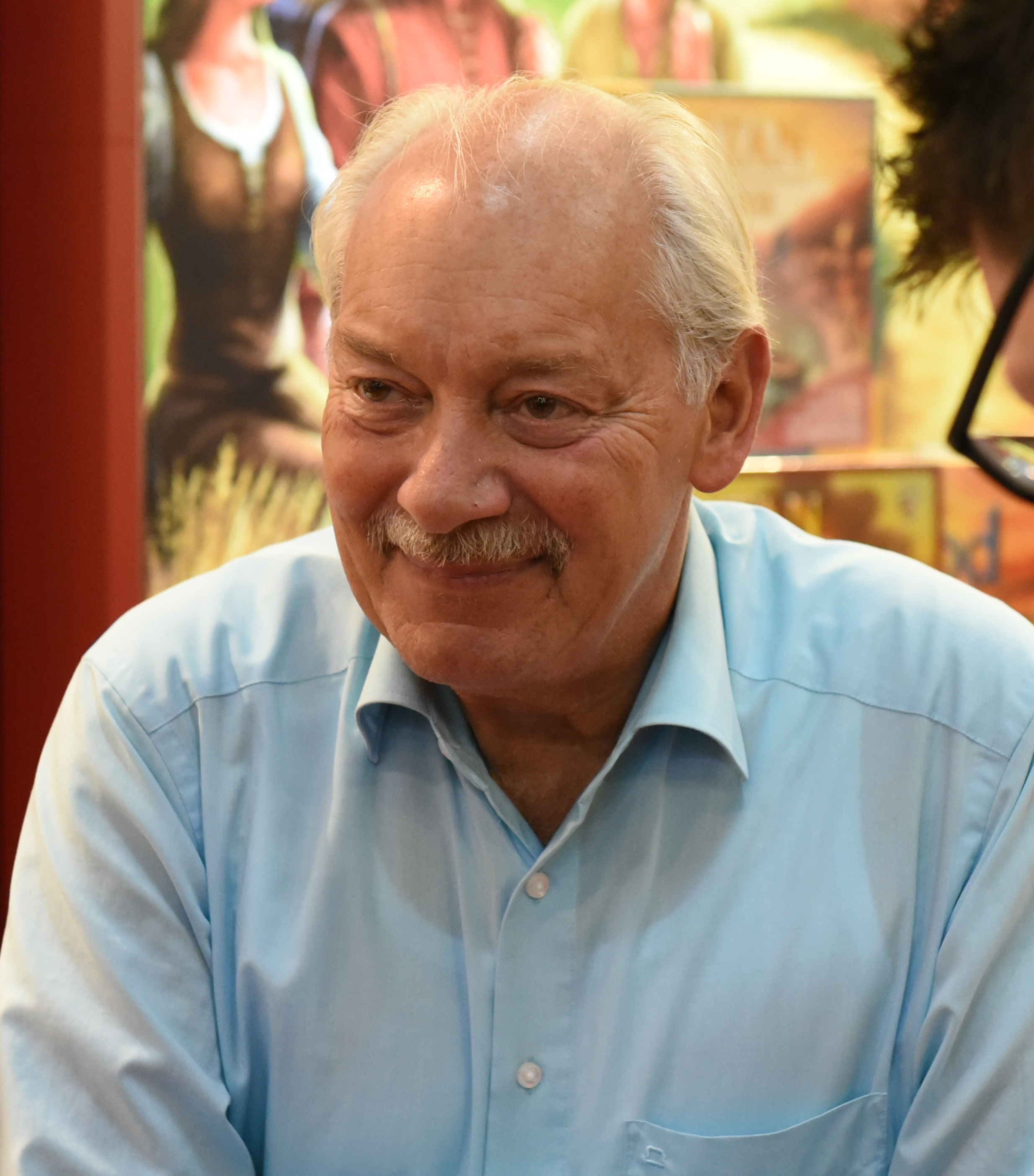
Klaus Teuber (1952–2023)

- Teuber, Marcelo (* 1984), chilenischer Fußballspieler
- Teuber, Michael (1524–1586), deutscher Rechtsgelehrter
- Teuber, Michael (* 1937), deutscher Mikrobiologe und Hochschullehrer
- Teuber, Michael (* 1968), deutscher Radsportler
- Teuber, Monika (* 1945), deutsche Schauspielerin, Filmproduzentin, Filmregisseurin und Drehbuchautorin
- Teuber, Oskar Karl (1852–1901), österreichischer Theaterhistoriker, Journalist und Schriftsteller
- Teuber, Ronny (* 1965), deutscher Fußballtorhüter
- Teuber, Samuel (* 1987), chilenischer Fußballspieler
- Teuber, Sven (* 1982), deutscher Politiker (SPD), MdLSven Teuber (* 1982)

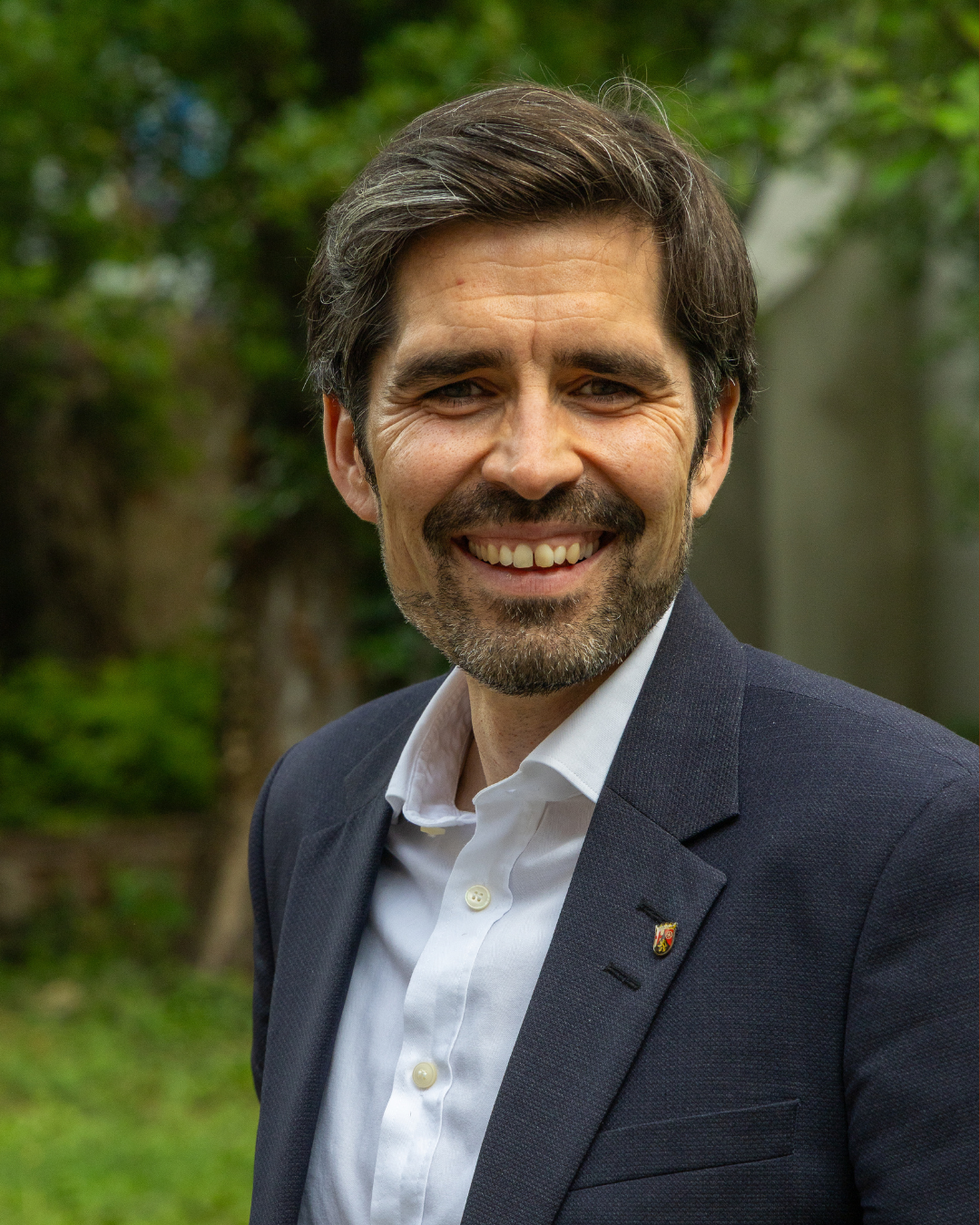
Sven Teuber (* 1982)

- Teuber-Weckersdorf, Wilhelm (1879–1968), österreichischer Offizier und Pfadfinder
- Teubern, Carl Friedrich von (1682–1754), Geheimer Kriegsrat
- Teubert, Colten (* 1990), deutsch-kanadischer Eishockeyspieler
- Teubert, Marian (* 2000), deutscher Handballspieler
- Teubert, Wilhelm (1885–1944), deutscher Schiffbauingenieur, Betonschiffbauer und Erbauer des ersten deutschen Windkraftrades
- Teubner, Benedictus Gotthelf (1784–1856), deutscher Buchhändler und Verlagsgründer
- Teubner, Cornelia (* 1971), deutsche Behindertensportlerin (Leichtathletik)
- Teubner, Emil (1877–1958), deutscher Holzschnitzer und Bildhauer aus dem Erzgebirge
- Teubner, Gottfried (1944–2024), deutscher Politiker (DDR-CDU, CDU), MdL
- Teubner, Gunther (* 1944), deutscher Rechtswissenschaftler
- Teubner, Hans (1902–1992), deutscher Widerstandskämpfer
- Teubner, Herbert (* 1937), deutscher Chemiker und Kommunalpolitiker (CDU)
- Teubner, Kurt (1903–1990), deutscher Maler und Grafiker
- Teubner, Marco (* 1972), deutscher Spieleautor
- Teubner, Maria Luise (* 1951), deutsche Politikerin (Grüne), MdB
- Teubner, Richard (1846–1902), deutscher Verwaltungsbeamter und -richter
- Teubner, Thomas (* 1951), deutscher Fußballspieler (DDR)
- Teubner, Tina (* 1966), deutsche Kabarettistin, Autorin und ChansonsängerinTina Teubner (* 1966)

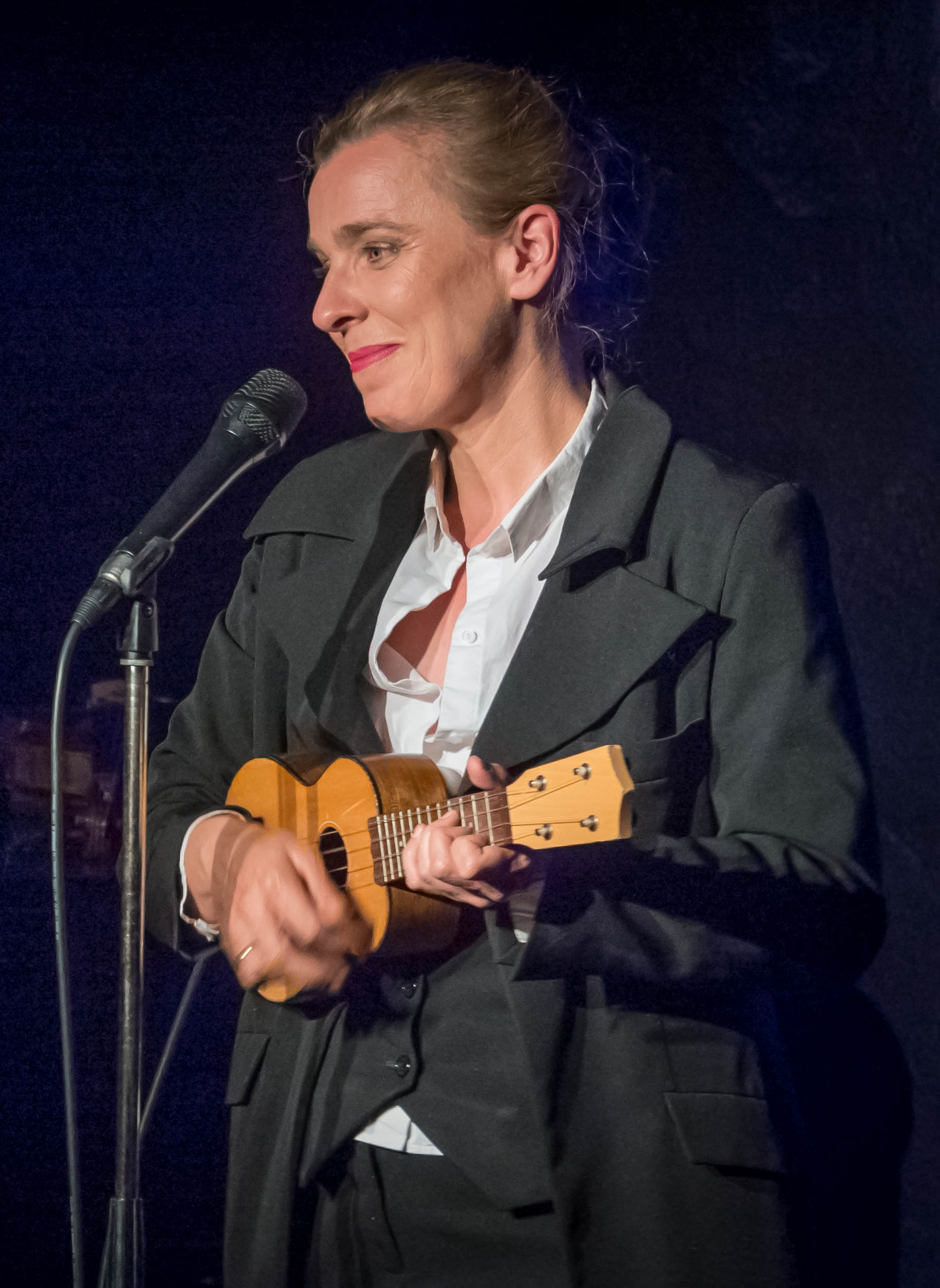
Tina Teubner (* 1966)

### Teuc
- Teucci, Maurizio (* 1939), italienischer Diplomat
- Teuche, Enrique (1894–1981), chilenischer Fußballspieler
- Teucher, Dennis (* 1996), deutscher Basketballspieler
- Teucher, Martin (1921–1978), deutscher Experimentalphysiker im Bereich der Teilchenphysik
- Teucher, Otto (1899–1994), Schweizer Maler und Bildhauer
- Teucher, Rolf (* 1944), deutscher Kommunalpolitiker (SPD)
- Teuchert, Arnulf (* 1948), deutscher Rennfahrer
- Teuchert, Bert (* 1966), deutscher Boxer
- Teuchert, Cedric (* 1997), deutscher FußballspielerCedric Teuchert (* 1997)

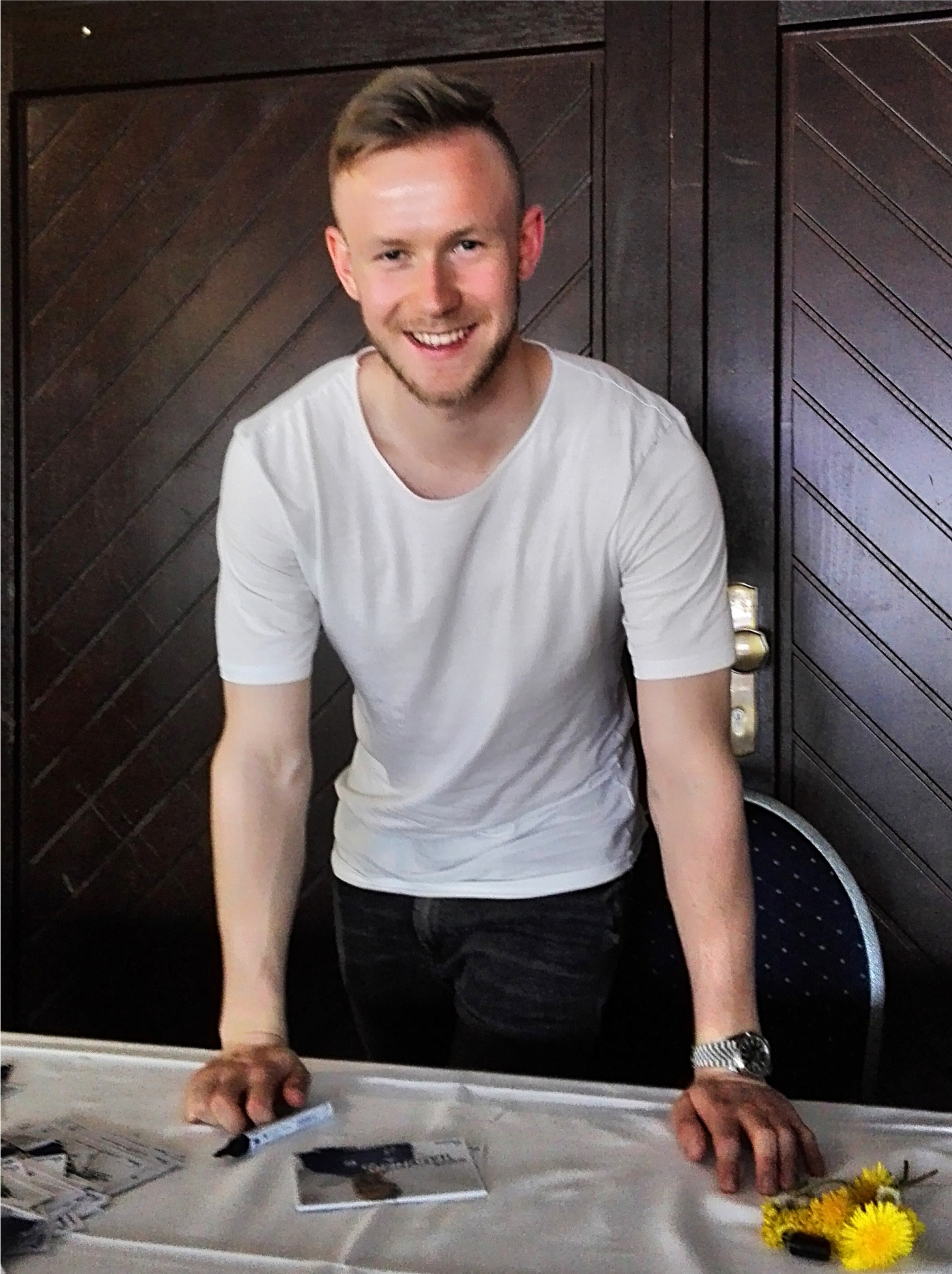
Cedric Teuchert (* 1997)

- Teuchert, Eduard (1805–1883), deutscher Verwaltungsjurist, Oberbürgermeister von Gleiwitz
- Teuchert, Franz Karl von (1900–1919), österreichisches Freikorpsmitglied und Mordopfer
- Teuchert, Friedrich von (1797–1872), österreichischer Feldzeugmeister
- Teuchert, Heinz (1914–1998), deutscher Gitarrist, Herausgeber und Hochschullehrer
- Teuchert, Hermann (1880–1972), deutscher Germanist und Dialektologe
- Teuchert, Jörg (* 1970), deutscher Motorradrennfahrer
- Teuchert, Klaus (1939–2022), deutscher Motorrad-Geländefahrer
- Teuchert, Lisanne (* 1984), deutsche evangelische Theologin und Hochschullehrerin
- Teuchert, Wolfgang (1924–2010), deutscher Kunsthistoriker und Denkmalpfleger
- Teuchner, Jella (* 1956), deutsche Politikerin (SPD), MdB

### Teud
- Teudt, Wilhelm (1860–1942), deutscher völkischer Laienforscher

### Teue
- Teuerle-Lange, Britta (* 1969), deutsche Politikerin (CDU), MdA

### Teuf
- Teufel (* 1965), deutscher Musiker
- Teufel, Aini (1933–2025), deutsche Malerin, Grafikerin und Schriftstellerin
- Teufel, Alfred (1894–1985), deutscher Unternehmer
- Teufel, Barbara (* 1961), deutsche Filmregisseurin und Drehbuchautorin
- Teufel, Carl (1845–1912), deutscher Maler und Fotograf in München
- Teufel, Erasmus von, österreichischer Offizier, Befehlshaber im Türkenkrieg
- Teufel, Erwin (* 1939), deutscher Politiker (CDU), MdL, Ministerpräsident von Baden-Württemberg (1991–2005)Erwin Teufel (* 1939)

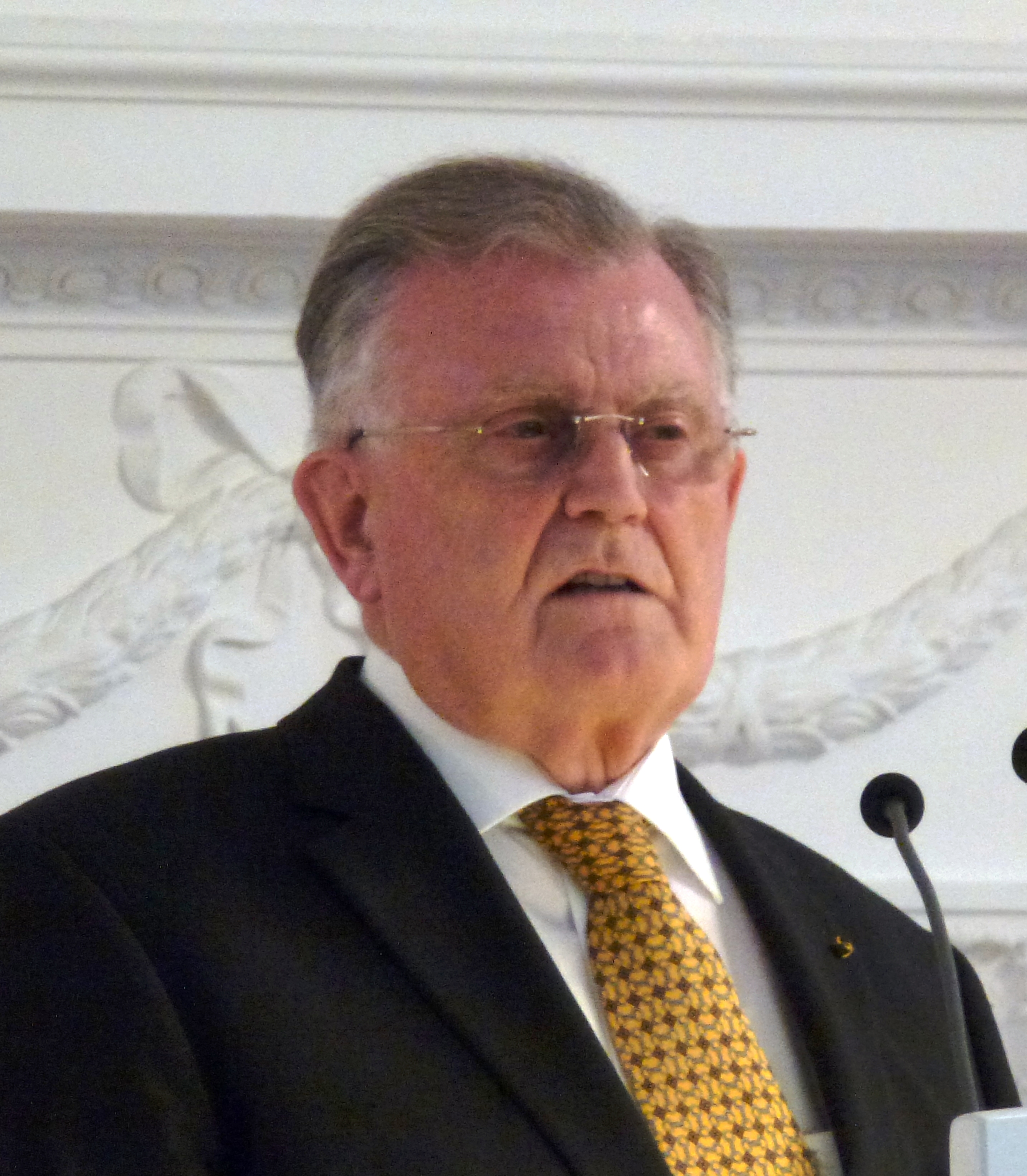
Erwin Teufel (* 1939)

- Teufel, Frank (* 1966), deutscher Bildhauer
- Teufel, Franz Ludwig (1848–1884), deutscher klassischer Philologe, Orientalist und Bibliothekar
- Teufel, Fritz (1910–1989), deutscher Leichtathletik- und Fußballtrainer
- Teufel, Fritz (1943–2010), deutscher Kommunarde, Terrorist der Bewegung 2. Juni
- Teufel, Heinz (1936–2007), deutscher Galerist
- Teufel, Heinz (* 1949), deutscher Fotograf
- Teufel, Johann (1896–1943), österreichischer Widerstandskämpfer gegen den Nationalsozialismus
- Teufel, Lorenz (1879–1941), deutscher Landrat
- Teufel, Loyolina (1900–1944), deutsche Steyler Missionsschwester und Märtyrin
- Teufel, Marc, Autor und Software-Entwickler
- Teufel, Norman William (1928–2015), US-amerikanischer Juwelier
- Teufel, Oskar (1880–1946), österreichischer Politiker (DnP), Abgeordneter zum Nationalrat
- Teufel, Reinhard (* 1979), österreichischer Politiker (FPÖ), Landtagsabgeordneter
- Teufel, Richard (1897–1958), deutscher Architekt und Kunsthistoriker
- Teufel, Robert (* 1982), deutscher Theaterregisseur
- Teufel, Shireen (* 1990), deutsche Fußballspielerin
- Teufel, Stefan (* 1972), deutscher Politiker (CDU), MdLStefan Teufel (* 1972)

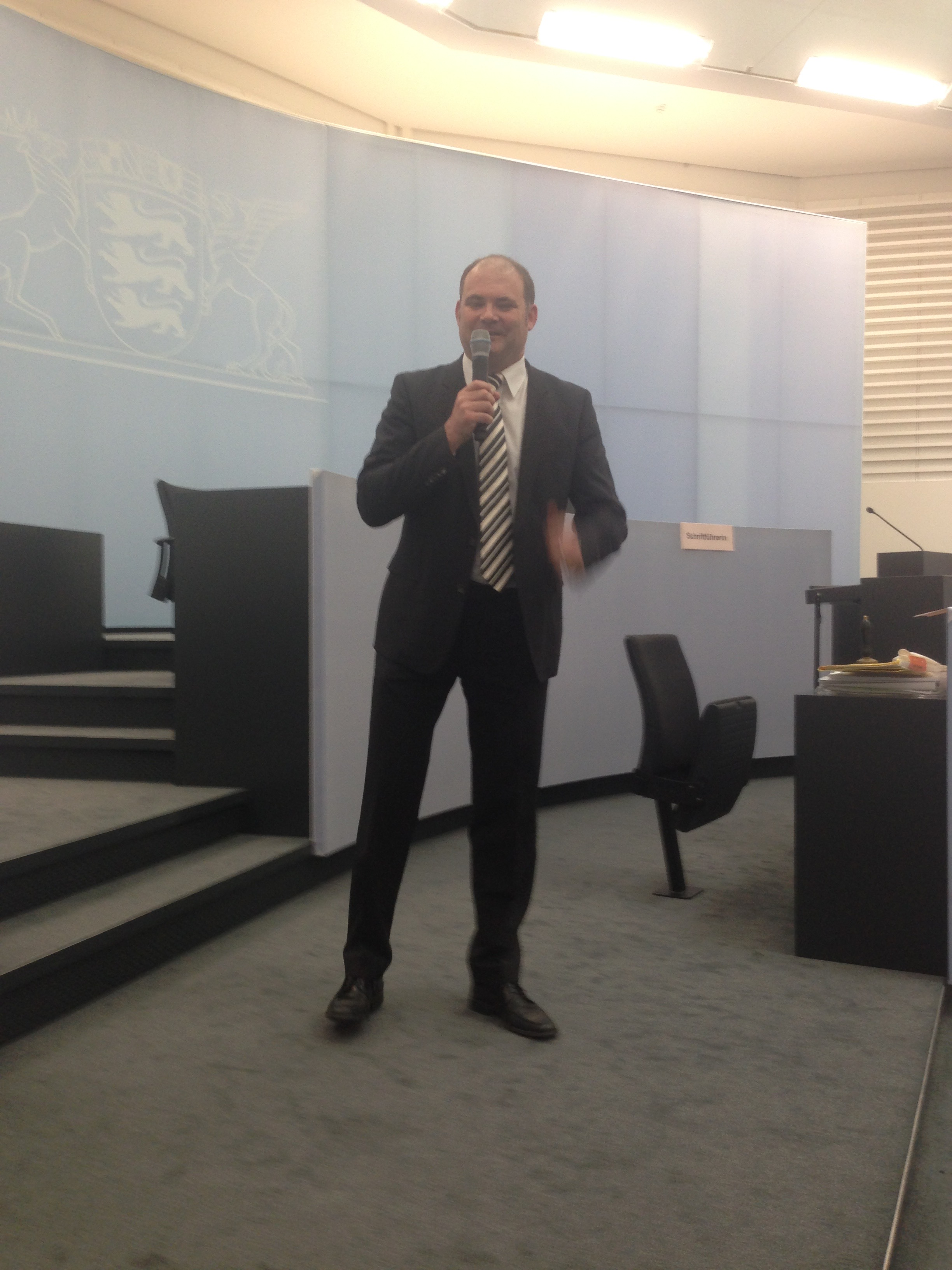
Stefan Teufel (* 1972)

- Teufel, Stefanie, deutsche Sachbuchautorin
- Teufel, Wolfram (* 1961), deutscher Schauspieler
- Teufer, Hank (* 1959), deutscher Schauspieler, Theaterregisseur und -produzent
- Teuffel von Birkensee, Philipp Wolfgang (1722–1795), preußischer Generalmajor, Chef des Infanterieregiments Nr. 30
- Teuffel, Eberhard (1887–1945), deutscher Reichsgerichtsrat
- Teuffel, Georg, deutscher Baumeister und Bildhauer
- Teuffel, Gisbert von (1881–1970), deutscher Architekt und Hochschullehrer
- Teuffel, Jochen (* 1964), deutscher Theologe, Pfarrer der Evangelisch-Lutherischen Kirche in Bayern und Autor
- Teuffel, Johann Konrad von (1799–1854), deutscher Jurist und Politiker
- Teuffel, Wilhelm Siegmund (1820–1878), deutscher klassischer Philologe
- Teuffenbach, Alexandra von (* 1971), italienische katholische Theologin
- Teuffer, Elena (* 1973), deutsch-isländische Übersetzerin
- Teuffer, Ferdinand (1801–1840), deutsch-dänischer Jurist und Autor
- Teuffert, Elsa (1888–1974), deutsche Politikerin (FDP), MdHB
- Teufl, Andreas (* 1963), österreichischer Politiker (FPÖ), Landtagsabgeordneter
- Teufl, Josef (1873–1947), österreichischer Politiker (CSP), Abgeordneter zum Nationalrat
- Teufl, Josef (1904–1945), österreichischer Widerstandskämpfer, Kommunist und KZ-Häftling
- Teufl, Valerie (* 1986), österreichische Volleyball- und Beachvolleyballspielerin
- Teufl, Werner (1936–2024), deutscher Gastronomiekritiker und Filmautor

### Teug
- Teugels, Guy (1954–2003), belgischer Ichthyologe
- Teugels, Jan (* 1948), belgischer Radrennfahrer

### Teuk
- Teukolsky, Saul (* 1947), südafrikanisch-US-amerikanischer Physiker
- Teukros, antiker griechischer Toreut
- Teukros von Babylon, hellenistischer Astrologe

### Teul
- Teule, Herman G. B. (* 1948), niederländischer Orientalist
- Teulé, Jean (1953–2022), französischer Schriftsteller
- Teulère, Jean (* 1954), französischer Vielseitigkeitsreiter
- Teuliè, Pietro (1763–1807), italienischer General in napoleonischen Diensten
- Teulings, Jarne (* 2002), belgische Fußballspielerin

### Teum
- Teuma, Anthony (* 1964), maltesischer römisch-katholischer Geistlicher und Bischof von Gozo
- Teumer, Alwin (1828–1890), königlich-sächsischer Förster
- Teumer, Jürgen (* 1940), deutscher Hochschullehrer, Sachbuchautor und Heimatforscher
- Teumer, Peter (1956–2009), deutscher Textdichter und Sänger
- Teumin, Emilia (1905–1952), sowjetisches Mitglied des Jüdischen Antifaschistischen Komitees

### Teun
- Teune, Henry (1936–2011), US-amerikanischer Politikwissenschaftler und Hochschullehrer
- Teuner, Christoph (* 1963), deutscher Journalist und Fernsehmoderator
- Teunissen, Bob (* 1981), niederländischer Eishockeyspieler
- Teunissen, Herman (1914–1992), niederländischer Arzt und Entomologe
- Teunissen, Mike (* 1992), niederländischer RadrennfahrerMike Teunissen (* 1992)

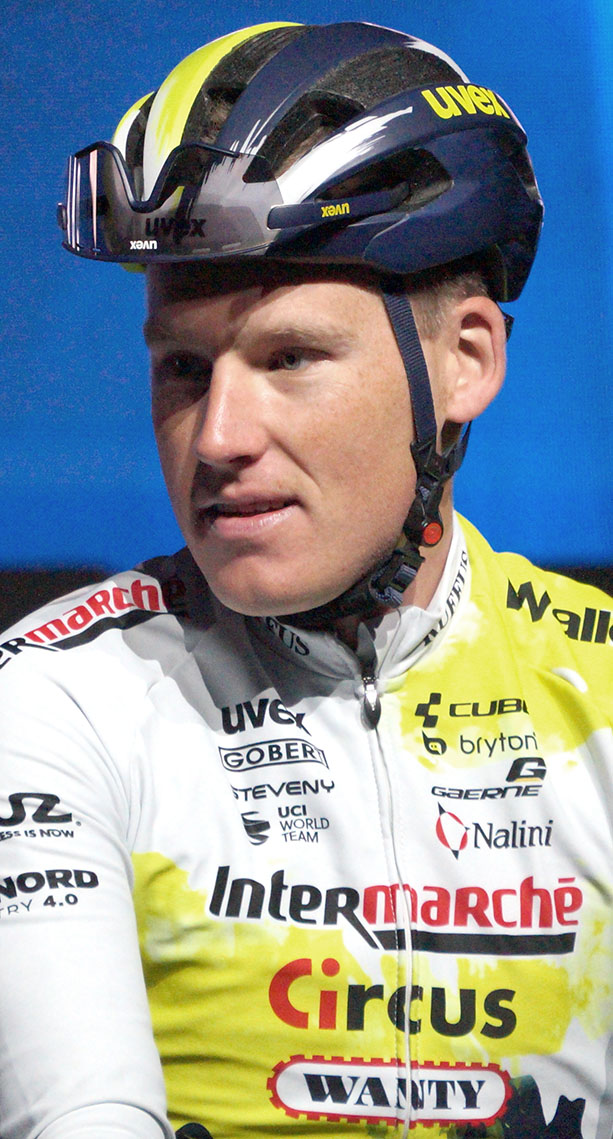
Mike Teunissen (* 1992)

- Teunissen-Waalboer, Jo (1919–1991), niederländische Speerwerferin
- Teuns, Dylan (* 1992), belgischer RadrennfahrerDylan Teuns (* 1992)

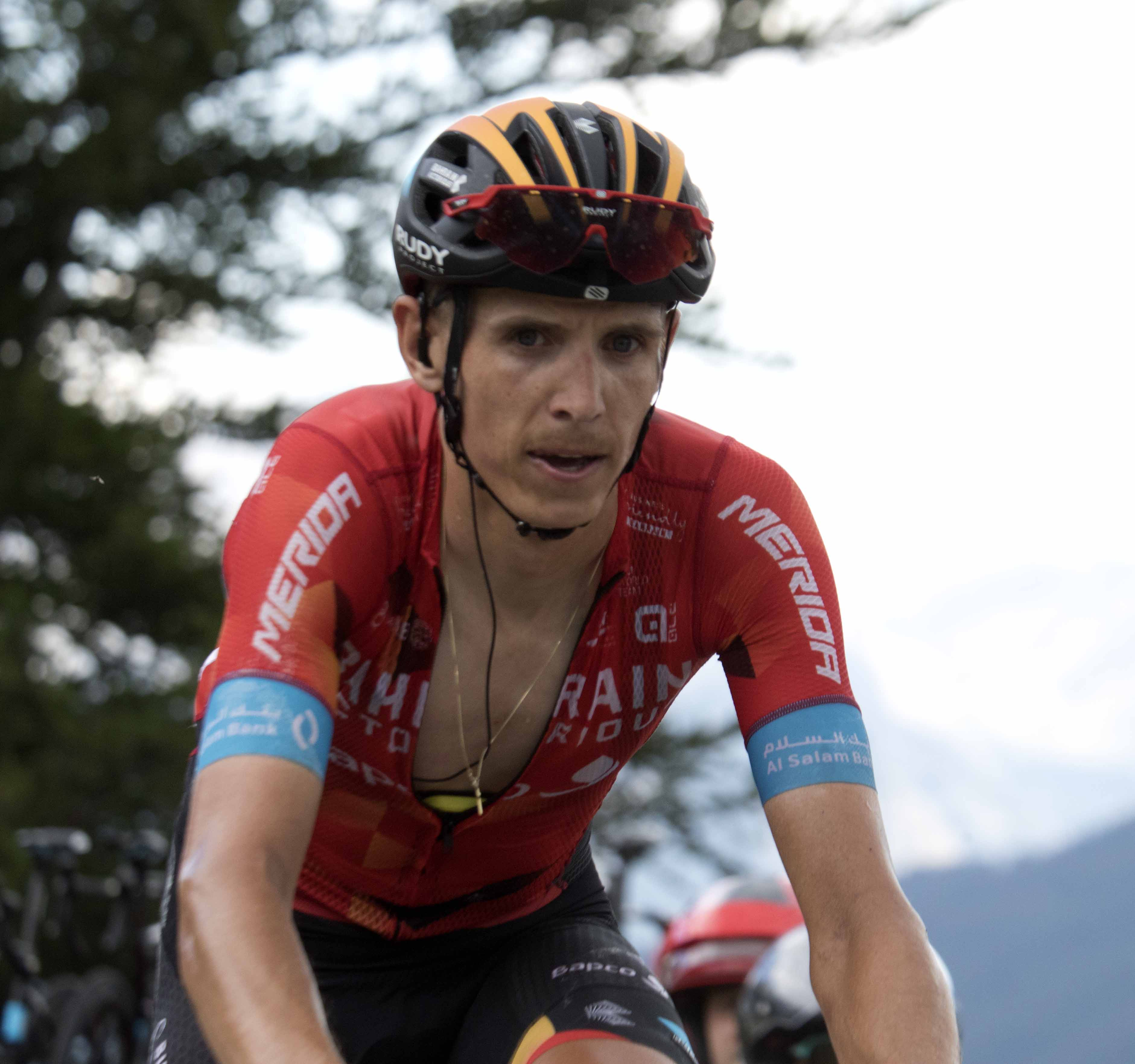
Dylan Teuns (* 1992)

### Teup
- Teupel, Gerhard (* 1941), deutscher Fußballtorhüter
- Teupen, Jonny (1923–1991), deutscher Harfenist
- Teupser, Werner (1895–1954), deutscher Kunsthistoriker und Museumsdirektor

### Teur
- Teurajärvi, Pertti (* 1951), finnischer Skilangläufer
- Teurezbacher, Martin (* 1986), österreichischer Fußballspieler

### Teus
- Teusch, Christine (1888–1968), deutsche Politikerin (Zentrum, CDU), MdR, MdL und Kultusministerin in Nordrhein-Westfalen
- Teusch, Dieter (1940–2020), deutscher Maler, Grafiker und Bildhauer
- Teusch, Joseph (1902–1976), deutscher Geistlicher und Generalvikar des Erzbischofs von Köln (1952–1969)
- Teusch, Marie (* 2003), deutsche Handballspielerin
- Teusch, Ulrich (* 1958), deutscher Publizist und Hochschullehrer
- Teusch, Walter (* 1948), deutscher Jurist und Politiker (FDP)
- Teuschel, Peter (* 1959), deutscher Psychiater und Psychotherapeut und Autor
- Teuschel, Ute, deutsche Handballspielerin
- Teuscher, Adolf (1883–1970), deutscher Lehrer und Pädagoge
- Teuscher, Cristina (* 1978), US-amerikanische Schwimmerin
- Teuscher, Devon (* 1989), US-amerikanische Tänzerin
- Teuscher, Franziska (* 1958), Schweizer Politikerin (Grüne)
- Teuscher, Friedrich (1791–1865), protestantischer Superintendent, Kirchenrat, Diözesan, Autor, Librettist
- Teuscher, Hans (1937–2015), deutscher Schauspieler, Synchron- und Hörspielsprecher
- Teuscher, Kurt (1921–2016), deutscher Maler der Konkreten Kunst
- Teuscher, Lydia (* 1975), deutsche Opern-, Konzert- und Liedsängerin (Sopran)
- Teuscher, Simon (* 1967), Schweizer Historiker und Hochschullehrer
- Teuscher, Ullrich (* 1940), deutscher Zahnmediziner und Kieferorthopäde
- Teuschl, Hildegard (1937–2009), österreichische Sozialreformerin und die Gründerin der Hospizbewegung in Österreich
- Teuschl, Peregrin (1822–1870), österreich-ungarischer Steinmetz des Historismus, Richter in Kaisersteinbruch
- Teuschl, Wolfgang (1943–1999), österreichischer Schriftsteller und Kabarettist
- Teuschler, Hans-Arnold (1921–1993), deutscher Maler, Comic-Künstler, Illustrator und Grafiker
- Teusen, Hans (1917–2011), deutscher Offizier, zuletzt Generalmajor der Bundeswehr
- Teusl, Jessica (* 1990), österreichische Pokerspielerin
- Teusner, Berthold (1907–1992), australischer Politiker, Sprecher des South Australian House of Assembly

### Teut
- Teut, Anna (1926–2018), deutsche Architekturhistorikerin und Schriftstellerin
- Teut, Heinrich (1868–1963), plattdeutscher Sprachforscher und Schriftsteller
- Teut, Matthias (* 1968), deutscher Schriftsteller und Verleger
- Teuta, illyrische Königin
- Teuteberg, Frank (* 1970), deutscher Wirtschaftsinformatiker
- Teuteberg, Hans-Jürgen (1929–2015), deutscher Historiker und Hochschullehrer
- Teuteberg, Hermann (1912–1996), deutscher Kommunalpolitiker (SPD), ehemaliger Bürgermeister von Northeim
- Teuteberg, Linda (* 1981), deutsche Politikerin (FDP), MdBLinda Teuteberg (* 1981)

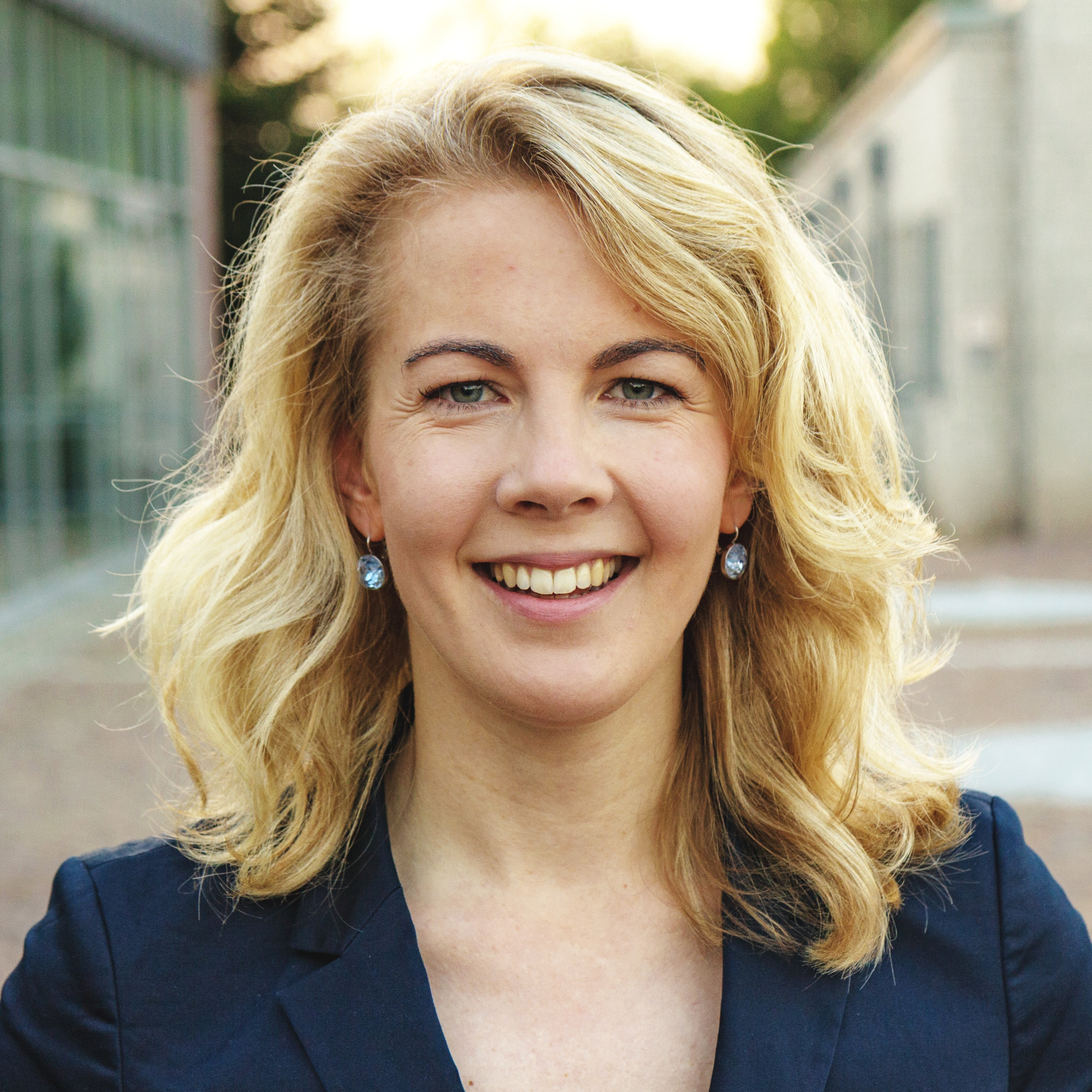
Linda Teuteberg (* 1981)

- Teuteberg, René (1914–2006), Schweizer Historiker
- Teutelkofer, Jakob († 1454), Abt des Benediktinerstiftes Kremsmünster
- Teutenberg, Carina (* 1977), deutsche Journalistin und TV-Managerin
- Teutenberg, Ina-Yoko (* 1974), deutsche Sportliche Leiterin und Radrennfahrerin
- Teutenberg, Lars (* 1970), deutscher Radrennfahrer
- Teutenberg, Lea Lin (* 1999), deutsche Radsportlerin
- Teutenberg, Sven (* 1972), deutscher Radrennfahrer
- Teutenberg, Tim Torn (* 2002), deutscher Radsportler
- Teutgarius, Abtstellvertreter von Megingaudshausen
- Teuthorn-Mohr, Christina (* 1975), deutsche Moderatorin und Journalistin
- Teutleben, Caspar von (1576–1629), deutscher Dichter und Hofmeister
- Teutleben, Valentin von († 1551), Bischof von Hildesheim
- Teutloff, Friedrich Willy (1903–1992), deutscher Modeunternehmer
- Teutloff, Irene (1923–2011), deutsche Pilotin
- Teuto, Abt von Farfa
- Teutobod († 101 v. Chr.), König der Teutonen
- Teutoburg-Weiß, Arnim (* 1974), deutscher RocksängerArnim Teutoburg-Weiß (* 1974)
- Teutomatus, König der Nitiobrogen

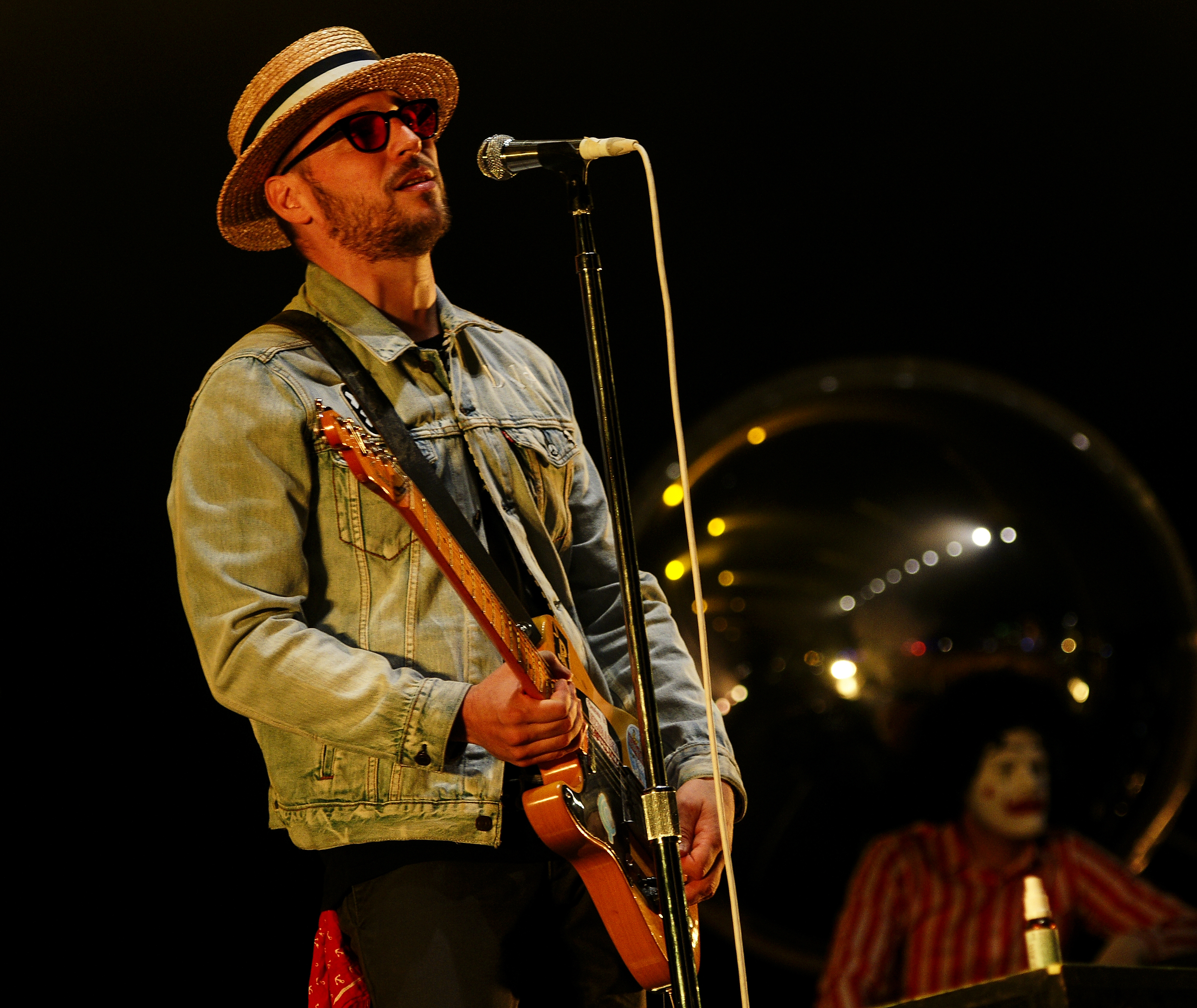
Arnim Teutoburg-Weiß (* 1974)

- Teutrine, Jens (* 1993), deutscher Politiker (FDP)
- Teutsch, Eduard (1832–1908), deutscher Glasfabrikant und Politiker, MdR
- Teutsch, Friedrich (1852–1933), Bischof der Siebenbürger Sachsen
- Teutsch, Georg (* 1956), deutscher Hydrogeologe
- Teutsch, Georg Daniel (1817–1893), siebenbürgischer Geistlicher, Lehrer, Theologe, Historiker und Politiker
- Teutsch, Gerhart (1932–2021), deutscher Landschaftsarchitekt
- Teutsch, Gotthard M. (1918–2009), deutscher Soziologe und Philosoph
- Teutsch, Götz (* 1941), deutscher Cellist
- Teutsch, Hannelore (* 1942), deutsche Malerin, Grafikerin und Illustratorin
- Teutsch, Hermann (1876–1966), deutscher Pfarrer und Politiker (DNVP, CSVD, NSDAP), MdR
- Teutsch, Hildegard (1898–1977), deutsche Politikerin (DemP, FDP)
- Teutsch, Walther (1883–1964), deutscher Maler, Zeichner und Grafiker
- Teutsch-Majowski, Jens (* 1964), deutscher Journalist und Autor
- Teutschbein, Klaus-Jürgen (* 1944), deutscher Kirchenmusiker, Chorleiter und Professor für Chorleitung
- Teutschbein, Markus (* 1971), deutscher Dirigent, Chorleiter
- Teutscher, Marco (* 1992), niederländischer Poolbillardspieler
- Teutschesch, Zug Alijewitsch (1855–1940), russisch-sowjetischer Dichter und Aschug
- Teutschter, Marie Antonie (* 1752), Schauspielerin, Schriftstellerin, Dramatikerin und Porzellanmalerin

### Teuw
- Teuwatti, antiker Stadtfürst von Lapana
- Teuwen, Wilhelm (1908–1967), deutscher Glasmaler und Kunstprofessor
- Teuwsen, Peer (* 1967), deutsch-schweizerischer Journalist